# Campo Erê
Campo Erê es un municipio brasileño del estado de Santa Catarina. Tiene una población estimada al 2022 de 9 623 habitantes. Ubicado en la frontera con el Estado de Paraná, pertenece a la Región metropolitana del Extremo Oeste.
El municipio es bordeado por los ríos: Sargento, Río de los Muros, Capetinga, Tres Voltas, Cafundó y Pesquerinho.

## Topónimo
"Campo Erê" es un término de origen caingangue que significa "campo de la pulga".

## Economía
Sus principales actividades económicas son: agricultura, ganadería y la industria de implementos agrícolas. También sons importantes las plantaciones de maíz y soja.

### Turismo
Es relevante el turismo rural y ecológico, con visitas a las haciendas localizadas alrededor de la ciudad, grandes produtoras de granos. Y varias cascadas a lo largo de los ríos.